# 형질

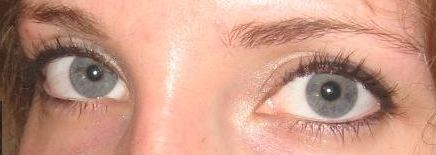

형질(形質)은 생물이 가지고 있는 모양 또는 성질을 말한다. 예를 들어 눈의 색깔과 키의 크기 등이 형질에 해당한다. 이는 유기체의 표현형 특성의 뚜렷한 변종이다. 이는 유전되거나 환경적으로 결정될 수 있지만 일반적으로 두 가지가 결합되어 발생한다. 예를 들어, 눈 색깔을 갖는 것은 유기체의 특성인 반면, 눈 색깔의 파란색, 갈색 및 헤이즐색 버전은 특성이다. 특성이라는 용어는 일반적으로 유전학에서 사용되며, 종종 단일 개체군 내의 다양한 개별 유기체에서 대립유전자의 다양한 조합의 표현형 표현을 설명하기 위해 사용된다. 예를 들어 그레고르 멘델(Gregor Mendel)의 완두콩 식물의 유명한 보라색 대 흰색 꽃 착색이 있다. 대조적으로, 분류학에서 성격 상태라는 용어는 다른 영장류 그룹에 비해 유인원의 꼬리가 없는 것과 같은 분류군 간의 고정된 진단 차이를 나타내는 특징을 설명하는 데 사용된다.

## 몇 가지 형질의 유전 양상 예

### 정상 형질의 유전
| 형질        | 우성        | 열성      |
| ----------- | ----------- | --------- |
| 머리카락 색 | 짙은 색     | 옅은 색   |
| 피부색      | 어두운 색   | 밝은 색   |
| 귓불        | 떨어진 귓불 | 붙은 귓불 |
| 혀 말기     | 가능        | 불가능    |

### 이상 형질의 유전
| 형질       | 우성 | 열성       |
| ---------- | ---- | ---------- |
| 다지증     | 다지 | 정상       |
| 합지증     | 합지 | 정상       |
| 구순구개열 | 정상 | 구순구개열 |
| PTC 미맹   | 정상 | PTC 미맹   |

## 연속 형질과 불연속 형질
불연속 형질(不連續形質)은 그 성질이 질적이고, 뚜렷이 구분되며 불연속적인 형질을 말한다. 분꽃의 색, 완두의 주름짐, 혀 말기의 가능 여부 등이 불연속 형질에 해당한다. 연속 형질(連續形質)은 그 성질이 양적이거나 연속적이어서 어떠한 척도나 수치로 나타내어지는 형질을 말한다. 사람의 키나 몸무게 등이 연속 형질에 해당한다. 대체로 연속 형질들은 불연속 형질에 비해 여러 유전자의 복합적 영향을 받는 경우가 많다.

## 같이 보기
- 품종
- 능력
- 눈 색깔

## 참고문헌
- Lawrence, Eleanor (2005) Henderson's Dictionary of Biology. Pearson, Prentice Hall. ISBN 0-13-127384-1
- Campbell, Neil; Reece, Jane (March 2011) [2002], 〈14〉, 《Biology》 Six판, Benjamin Cummings